# Kongsvinger Idrettslag Toppfotball 2019
Questa voce raccoglie le informazioni riguardanti il Kongsvinger Idrettslag Toppfotball nelle competizioni ufficiali della stagione 2019.

## Stagione
Il Kongsvinger ha chiuso il campionato al 5º posto finale, partecipando pertanto alle qualificazioni all'Eliteserien: dopo aver eliminato il Sogndal al primo turno, la squadra si è arresa al KFUM Oslo nel secondo. L'avventura nel Norgesmesterskapet si è chiusa invece al quarto turno, con l'eliminazione subita per mano del Mjøndalen.
I calciatori più utilizzati in stagione sono stati Adem Güven e Simon Marklund, a quota 34 presenze tra tutte le competizioni. Güven è stato anche il miglior marcatore della squadra, con 16 reti complessive.

## Maglie e sponsor
Lo sponsor tecnico per la stagione 2019 è stato Umbro, mentre lo sponsor ufficiale è stato Mapei. La divisa casalinga era composta da una maglietta rossa con inserti bianchi, con pantaloncini e calzettoni bianchi. Quella da trasferta prevedeva una maglia bianca, con pantaloncini e calzettoni rossi.
| Casa | Trasferta |

## Rosa
| N. |                          | Ruolo | Calciatore           |
| -- | ------------------------ | ----- | -------------------- |
| 2  | Norvegia (bandiera)      | D     | Fredrik Pålerud      |
| 3  | Norvegia (bandiera)      | D     | Edvard Skagestad     |
| 5  | Norvegia (bandiera)      | D     | Christian Røer       |
| 6  | Finlandia (bandiera)     | D     | Ville Jalasto        |
| 7  | Corea del Sud (bandiera) | C     | Lee Gyuwhan          |
| 8  | Corea del Sud (bandiera) | C     | Dongwan Gang         |
| 9  | Norvegia (bandiera)      | A     | Adem Güven           |
| 11 | Svezia (bandiera)        | C     | Simon Marklund       |
| 12 | Norvegia (bandiera)      | P     | Stian Omenås Bolstad |
| 14 | Norvegia (bandiera)      | A     | Markus Aanesland     |
| 15 | Brasile (bandiera)       | C     | Marlinho             |
| 16 | Norvegia (bandiera)      | C     | Harald Holter        |
| 17 | Brasile (bandiera)       | C     | Luquinhas            |
| 18 | Norvegia (bandiera)      | D     | Imam Mafi            |
| 19 | Norvegia (bandiera)      | D     | Martin Lundal        |
| 20 | Norvegia (bandiera)      | C     | Even Bydal           |

| N. |                     | Ruolo | Calciatore             |
| -- | ------------------- | ----- | ---------------------- |
| 21 | Norvegia (bandiera) | D     | Daniel Lysgård         |
| 22 | Norvegia (bandiera) | A     | Ludvig Langrekken      |
| 23 | Norvegia (bandiera) | C     | Martin Tangen Vinjor   |
| 24 | Norvegia (bandiera) | D     | Ridouan Essaeh         |
| 25 | Gambia (bandiera)   | D     | Sulayman Bojang        |
| 26 | Nigeria (bandiera)  | A     | Shuaibu Ibrahim        |
| 27 | Camerun (bandiera)  | A     | Landry N'Guémo         |
| 28 | Norvegia (bandiera) | C     | Jonas Rønningen        |
| 29 | Norvegia (bandiera) | C     | Mathias Berg Gjerstrøm |
| 30 | Comore (bandiera)   | P     | Ali Ahamada            |
| 31 | Norvegia (bandiera) | P     | Andreas Smedplass      |
| 33 | Norvegia (bandiera) | D     | Matias Rogstad Aadnøy  |
| 37 | Norvegia (bandiera) | D     | Simen Aasmundstad      |
| 46 | Norvegia (bandiera) | C     | Sander Røed            |
| 47 | Norvegia (bandiera) | C     | Eirik Dahl Asvestad    |

## Calciomercato

### Sessione invernale(dal 09/01 al 01/04)
| Arrivi | Arrivi                 | Arrivi       | Arrivi     |
| R.     | Nome                   | da           | Modalità   |
| ------ | ---------------------- | ------------ | ---------- |
| P      | Ali Ahamada            |              | svincolato |
| P      | Stian Omenås Bolstad   |              | svincolato |
| D      | Sulayman Bojang        | Sarpsborg 08 | prestito   |
| D      | Ville Jalasto          |              | svincolato |
| C      | Mathias Berg Gjerstrøm | Strømsgodset | prestito   |
| C      | Lee Gyuwhan            |              | svincolato |
| C      | Simon Marklund         |              | svincolato |
| C      | Jonas Rønningen        |              | svincolato |
| A      | Landry N'Guémo         |              | svincolato |

| Partenze | Partenze             | Partenze | Partenze   |
| R.       | Nome                 | a        | Modalità   |
| -------- | -------------------- | -------- | ---------- |
| P        | Idar Lysgård         | Skeid    | definitivo |
| C        | Olav Øby             |          | svincolato |
| C        | Fredrik Sjølstad     | Molde    | definitivo |
| C        | Johan Peter Vennberg |          | svincolato |
| A        | Niklas Castro        |          | svincolato |

### Sessione estiva(dal 01/08 al 31/08)
| Arrivi | Arrivi          | Arrivi    | Arrivi   |
| R.     | Nome            | da        | Modalità |
| ------ | --------------- | --------- | -------- |
| A      | Shuaibu Ibrahim | Haugesund | prestito |

| Partenze | Partenze | Partenze | Partenze |
| R.       | Nome     | a        | Modalità |
| -------- | -------- | -------- | -------- |

## Risultati

### 1. divisjon

#### Girone di andata
| Arbitro: | Sandvold |

|                  |           |  |
| Güven 40’ (rig.) | Marcatori |  |

| Arbitro: | Lien |

|              |           |  |
| Hatlehol 12’ | Marcatori |  |

| Kongsvinger 14 aprile 2019, ore 15:00 3ª giornata | Kongsvinger | 0 – 0 referto | KFUM Oslo | Gjemselund Stadion (1.423 spett.)\| Arbitro: \| Higraff \| |
| Arbitro:                                          | Higraff     |               |           |                                                            |

| Arbitro: | Røvig Sletner |

|  |           |                                |
|  | Marcatori | 40’ (aut.) Kitolano 83’ Holter |

| Arbitro: | Bodding |

|           |           |           |
| Güven 71’ | Marcatori | 20’ Anene |

| Raufoss 5 maggio 2019, ore 18:00 6ª giornata | Raufoss | 0 – 0 referto | Kongsvinger | NAMMO Stadion (1.000 spett.)\| Arbitro: \| Hauge \| |
| Arbitro:                                     | Hauge   |               |             |                                                     |

| Arbitro: | Aslam |

|                                                     |           |                             |
| Røer 55’ Kristoffersen 65’ (aut.) Tangen Vinjor 90’ | Marcatori | 20’ Kjæve 89’ Kristoffersen |

| Arbitro: | Moen |

|                                   |           |  |
| Lønstad Onsrud 45’ Midtskogen 81’ | Marcatori |  |

| Arbitro: | Røvig Sletner |

|         |           |  |
| Røer 8’ | Marcatori |  |

| Arbitro: | Hansen Grøtta |

|              |           |                       |
| Heikkilä 90’ | Marcatori | 61’ (rig.), 84’ Güven |

| Arbitro: | Tennøy |

|                                          |           |                               |
| Güven 47’, 49’, 74’ (rig.) Aanesland 50’ | Marcatori | 53’ Bringaker 57’ Christensen |

| Arbitro: | Medic |

|                       |           |  |
| Kaland 50’ Tvedte 61’ | Marcatori |  |

| Arbitro: | Bodding |

|                                           |           |  |
| Güven 7’ Aanesland 55’ Berg Gjerstrøm 90’ | Marcatori |  |

| Arbitro: | Hobber Nilsen (Oslo) |

|             |           |  |
| Engblom 79’ | Marcatori |  |

| Arbitro: | Hansen Grøtta |

|  |           |                     |
|  | Marcatori | 58’ Can 60’ Buduson |

#### Girone di ritorno
| Arbitro: | Aslam |

|                                  |           |               |
| Sigurðarson 41’, 66’ Skaanes 69’ | Marcatori | 80’ Aanesland |

| Arbitro: | Røvig Sletner |

|             |           |  |
| Jalasto 56’ | Marcatori |  |

| Arbitro: | Lien |

|                                     |           |  |
| Haugsdal 56’ Hustad 59’ Heggebø 82’ | Marcatori |  |

| Arbitro: | Hauge |

|                            |           |                        |
| Güven 12’, 59’ (rig.), 74’ | Marcatori | 5’ Vestvatn 32’ Kaland |

| Arbitro: | Røvig Sletner |

|                              |           |  |
| Schulze 19’ Hoven 87’ (rig.) | Marcatori |  |

| Arbitro: | Bodding |

|  |           |                       |
|  | Marcatori | 28’ Güven 62’ Ibrahim |

| Arbitro: | Aslam |

|             |           |                |
| Ibrahim 75’ | Marcatori | 90’ Þrándarson |

| Arbitro: | Kjensli (Oslo) |

|                      |           |  |
| Bakke 29’ Brekke 87’ | Marcatori |  |

| Arbitro: | Amland (Bergen) |

|             |           |                       |
| Ibrahim 40’ | Marcatori | 64’ Langås 90’ Nesset |

| Arbitro: | Medic |

|           |           |                            |
| Kjæve 82’ | Marcatori | 14’, 61’ Ibrahim 73’ Güven |

| Arbitro: | Hansen Grøtta |

|                             |           |                                  |
| Tangen Vinjor 21’ Güven 50’ | Marcatori | 10’ Ofkir 13’ Engblom 61’ Vallès |

| Arbitro: | Følstad Skarsem (Trondheim) |

|                       |           |             |
| Güven 40’ Ibrahim 49’ | Marcatori | 73’ Enkerud |

| Arbitro: | Moen |

|  |           |             |
|  | Marcatori | 8’ Marklund |

| Arbitro: | Hansen Grøtta |

|              |           |                |
| Marklund 36’ | Marcatori | 4’ Landu Landu |

| Arbitro: | Koløy |

|  |           |                        |
|  | Marcatori | 1’ Lundal 29’ Marklund |

#### Qualificazioni all'Eliteserien
| Arbitro: | Hobber Nilsen (Oslo) |

|               |           |  |
| Skagestad 17’ | Marcatori |  |

| Arbitro: | Følstad Skarsem (Flaktveit) |

|                           |           |  |
| Brix 25’ Olden Larsen 74’ | Marcatori |  |

### Norgesmesterskapet
| Arbitro: | Haugen |

|               |           |                               |
| Cardaccio 25’ | Marcatori | 20’ Rønningen 97’, 114’ Güven |

| Arbitro: | Al-Fahad |

|              |           |                                 |
| Reinback 26’ | Marcatori | 40’ Aanesland 60’ Tangen Vinjor |

| Arbitro: | Lien |

|           |           |  |
| Güven 53’ | Marcatori |  |

| Arbitro: | Eskås (Oslo) |

|  |           |                                               |
|  | Marcatori | 49’, 72’ Semb Aasmundsen 64’ Solholm Johansen |

## Statistiche

### Statistiche di squadra
| Competizione          | Punti | In casa | In casa | In casa | In casa | In casa | In casa | In trasferta | In trasferta | In trasferta | In trasferta | In trasferta | In trasferta | Totale | Totale | Totale | Totale | Totale | Totale | DR |
| Competizione          | Punti | G       | V       | N       | P       | Gf      | Gs      | G            | V            | N            | P            | Gf           | Gs           | G      | V      | N      | P      | Gf     | Gs     | DR |
| --------------------- | ----- | ------- | ------- | ------- | ------- | ------- | ------- | ------------ | ------------ | ------------ | ------------ | ------------ | ------------ | ------ | ------ | ------ | ------ | ------ | ------ | -- |
| 1. divisjon           | 46    | 15      | 8       | 3       | 4       | 24      | 18      | 15           | 6            | 1            | 8            | 13           | 18           | 30     | 14     | 4      | 12     | 37     | 36     | +1 |
| Qual. all'Eliteserien | -     | 1       | 1       | 0       | 0       | 1       | 0       | 1            | 0            | 0            | 1            | 0            | 2            | 2      | 1      | 0      | 1      | 1      | 2      | -1 |
| Norgesmesterskapet    | -     | 2       | 1       | 0       | 1       | 1       | 3       | 2            | 2            | 0            | 0            | 5            | 2            | 4      | 3      | 0      | 1      | 6      | 5      | +1 |
| Totale                | -     | 18      | 10      | 3       | 5       | 26      | 21      | 18           | 8            | 1            | 9            | 18           | 22           | 36     | 18     | 4      | 14     | 44     | 43     | +1 |

### Andamento in campionato
| Giornata  | 1 | 2 | 3 | 4 | 5 | 6 | 7 | 8 | 9 | 10 | 11 | 12 | 13 | 14 | 15 | 16 | 17 | 18 | 19 | 20 | 21 | 22 | 23 | 24 | 25 | 26 | 27 | 28 | 29 | 30 |
| --------- | - | - | - | - | - | - | - | - | - | -- | -- | -- | -- | -- | -- | -- | -- | -- | -- | -- | -- | -- | -- | -- | -- | -- | -- | -- | -- | -- |
| Luogo     | C | T | C | T | C | T | C | T | C | T  | C  | T  | C  | T  | C  | T  | C  | T  | C  | T  | T  | C  | T  | C  | T  | C  | C  | T  | C  | T  |
| Risultato | V | P | N | V | N | N | V | P | V | V  | V  | P  | V  | P  | P  | P  | V  | P  | V  | P  | V  | N  | P  | P  | V  | P  | V  | V  | P  | V  |
| Posizione | 3 | 8 | 8 | 5 | 6 | 8 | 5 | 8 | 6 | 6  | 4  | 6  | 5  | 5  | 6  | 7  | 7  | 7  | 7  | 7  | 7  | 6  | 6  | 6  | 5  | 7  | 7  | 6  | 7  | 5  |

Fonte:  OBOS-ligaen 2019, su altomfotball.no, Altomfotball.
Legenda:

Luogo: C = Casa; T = Trasferta. Risultato: V = Vittoria; N = Pareggio; P = Sconfitta.

### Statistiche dei giocatori
| Giocatore         | 1. divisjon | 1. divisjon | 1. divisjon | 1. divisjon | Norgesmesterskapet | Norgesmesterskapet | Norgesmesterskapet | Norgesmesterskapet | Coppe europee | Coppe europee | Coppe europee | Coppe europee | Qual. all'Eliteserien | Qual. all'Eliteserien | Qual. all'Eliteserien | Qual. all'Eliteserien | Totale   | Totale | Totale      | Totale     |
| Giocatore         | Presenze    | Reti        | Ammonizioni | Espulsioni  | Presenze           | Reti               | Ammonizioni        | Espulsioni         | Presenze      | Reti          | Ammonizioni   | Espulsioni    | Presenze              | Reti                  | Ammonizioni           | Espulsioni            | Presenze | Reti   | Ammonizioni | Espulsioni |
| ----------------- | ----------- | ----------- | ----------- | ----------- | ------------------ | ------------------ | ------------------ | ------------------ | ------------- | ------------- | ------------- | ------------- | --------------------- | --------------------- | --------------------- | --------------------- | -------- | ------ | ----------- | ---------- |
| M. Aanesland      | 23          | 3           | 0           | 0           | 4                  | 1                  | 0                  | 0                  |               |               |               |               | 1                     | 0                     | 0                     | 0                     | 28       | 4      | 0           | 0          |
| S. Aasmundstad    | 0           | 0           | 0           | 0           | 0                  | 0                  | 0                  | 0                  |               |               |               |               | 0                     | 0                     | 0                     | 0                     | 0        | 0      | 0           | 0          |
| A. Ahamada        | 27          | -33         | 1           | 0           | 2                  | -1                 | 0                  | 0                  |               |               |               |               | 2                     | -2                    | 0                     | 0                     | 31       | -36    | 1           | 0          |
| M. Berg Gjerstrøm | 19          | 1           | 1           | 0           | 3                  | 0                  | 0                  | 0                  |               |               |               |               | 2                     | 0                     | 0                     | 0                     | 24       | 1      | 1           | 0          |
| S. Bojang         | 10          | 0           | 2           | 0           | 1                  | 0                  | 0                  | 0                  |               |               |               |               | 0                     | 0                     | 0                     | 0                     | 11       | 0      | 2           | 0          |
| E. Bydal          | 0           | 0           | 0           | 0           | 0                  | 0                  | 0                  | 0                  |               |               |               |               | 0                     | 0                     | 0                     | 0                     | 0        | 0      | 0           | 0          |
| E. Dahl Asvestad  | 0           | 0           | 0           | 0           | 0                  | 0                  | 0                  | 0                  |               |               |               |               | 0                     | 0                     | 0                     | 0                     | 0        | 0      | 0           | 0          |
| R. Essaeh         | 0           | 0           | 0           | 0           | 0                  | 0                  | 0                  | 0                  |               |               |               |               | 0                     | 0                     | 0                     | 0                     | 0        | 0      | 0           | 0          |
| D. Gang           | 15          | 0           | 1           | 0           | 3                  | 0                  | 1                  | 0                  |               |               |               |               | 0                     | 0                     | 0                     | 0                     | 18       | 0      | 2           | 0          |
| A. Güven          | 28          | 15          | 3           | 1           | 4                  | 1                  | 1                  | 0                  |               |               |               |               | 2                     | 0                     | 0                     | 0                     | 34       | 16     | 4           | 1          |
| L. Gyuwhan        | 7           | 0           | 1           | 0           | 1                  | 0                  | 0                  | 0                  |               |               |               |               | 0                     | 0                     | 0                     | 0                     | 8        | 0      | 1           | 0          |
| H. Holter         | 28          | 1           | 6           | 0           | 3                  | 0                  | 0                  | 0                  |               |               |               |               | 1                     | 0                     | 0                     | 0                     | 32       | 1      | 6           | 0          |
| S. Ibrahim        | 10          | 6           | 1           | 0           | -                  | -                  | -                  | -                  |               |               |               |               | 2                     | 0                     | 0                     | 0                     | 12       | 6      | 1           | 0          |
| V. Jalasto        | 16          | 1           | 2           | 0           | 4                  | 0                  | 0                  | 1                  |               |               |               |               | 1                     | 0                     | 0                     | 0                     | 21       | 1      | 2           | 1          |
| L. Langrekken     | 6           | 0           | 1           | 0           | 0                  | 0                  | 0                  | 0                  |               |               |               |               | 0                     | 0                     | 0                     | 0                     | 6        | 0      | 1           | 0          |
| Luquinhas         | 2           | 0           | 0           | 0           | 2                  | 0                  | 0                  | 0                  |               |               |               |               | 0                     | 0                     | 0                     | 0                     | 4        | 0      | 0           | 0          |
| M. Lundal         | 11          | 1           | 4           | 0           | 2                  | 0                  | 0                  | 0                  |               |               |               |               | 1                     | 0                     | 0                     | 0                     | 14       | 1      | 4           | 0          |
| D. Lysgård        | 0           | 0           | 0           | 0           | 0                  | 0                  | 0                  | 0                  |               |               |               |               | 0                     | 0                     | 0                     | 0                     | 0        | 0      | 0           | 0          |
| I. Mafi           | 20          | 0           | 4           | 0           | 4                  | 0                  | 0                  | 0                  |               |               |               |               | 2                     | 0                     | 1                     | 0                     | 26       | 0      | 5           | 0          |
| S. Marklund       | 28          | 3           | 3           | 0           | 4                  | 0                  | 0                  | 0                  |               |               |               |               | 2                     | 0                     | 0                     | 0                     | 34       | 3      | 3           | 0          |
| Marlinho          | 21          | 0           | 3           | 0           | 3                  | 0                  | 0                  | 0                  |               |               |               |               | 1                     | 0                     | 1                     | 0                     | 25       | 0      | 4           | 0          |
| L. N'Guémo        | 19          | 0           | 2           | 0           | 0                  | 0                  | 0                  | 0                  |               |               |               |               | 2                     | 0                     | 0                     | 0                     | 21       | 0      | 2           | 0          |
| S. Omenås Bolstad | 0           | 0           | 0           | 0           | 0                  | 0                  | 0                  | 0                  |               |               |               |               | 0                     | 0                     | 0                     | 0                     | 0        | 0      | 0           | 0          |
| F. Pålerud        | 28          | 0           | 5           | 0           | 3                  | 0                  | 0                  | 0                  |               |               |               |               | 2                     | 0                     | 1                     | 0                     | 33       | 0      | 6           | 0          |
| S. Røed           | 3           | 0           | 1           | 0           | 2                  | 0                  | 0                  | 0                  |               |               |               |               | 0                     | 0                     | 0                     | 0                     | 5        | 0      | 1           | 0          |
| S. Røer           | 25          | 2           | 4           | 0           | 3                  | 0                  | 1                  | 0                  |               |               |               |               | 0                     | 0                     | 0                     | 0                     | 28       | 2      | 5           | 0          |
| M. Rogstad Aadnøy | 0           | 0           | 0           | 0           | 0                  | 0                  | 0                  | 0                  |               |               |               |               | 0                     | 0                     | 0                     | 0                     | 0        | 0      | 0           | 0          |
| J. Rønningen      | 12          | 0           | 0           | 0           | 1                  | 1                  | 0                  | 0                  |               |               |               |               | 2                     | 0                     | 0                     | 0                     | 15       | 1      | 0           | 0          |
| E. Skagestad      | 28          | 0           | 6           | 0           | 1                  | 0                  | 0                  | 0                  |               |               |               |               | 2                     | 1                     | 1                     | 0                     | 31       | 1      | 7           | 0          |
| A. Smedplass      | 3           | -3          | 0           | 0           | 2                  | -4                 | 0                  | 0                  |               |               |               |               | 0                     | 0                     | 0                     | 0                     | 5        | -7     | 0           | 0          |
| M. Tangen Vinjor  | 25          | 2           | 0           | 0           | 4                  | 1                  | 1                  | 0                  |               |               |               |               | 2                     | 0                     | 0                     | 0                     | 31       | 3      | 1           | 0          |